# پایگاه هوایی سن جولیا
پایگاه هوایی سن جولیا (به انگلیسی: San Julián Air Base) یک فرودگاه نظامی با کد یاتا SNJ است که یک باند فرود بتن دارد و طول باند آن ۲۰۴۱ متر است. این فرودگاه در کشور کوبا قرار دارد و در ارتفاع ۳۰ متری از سطح دریا واقع شده است.